# Чемпионат Молдавской ССР по футболу
Чемпионат Молдавской ССР по футболу — футбольный турнир, определявший сильнейшие молдавские любительские футбольные команды. Разыгрывался с 1945 по 1991 годы между клубными командами. В системе лиг советского футбола имел статус соревнования коллективов физической культуры.

## Чемпионы
Победителями становились:

| - 1945 Динамо (Кишинёв) - 1946 Динамо (Кишинёв) - 1947 Динамо (Кишинёв) - 1948 Динамо (Кишинёв) - 1949 Буревестник (Бендеры) - 1950 Красное знамя (Кишинёв) - 1951 Красное знамя (Кишинёв) - 1952 Динамо (Кишинёв) - 1953 Динамо (Кишинёв) - 1954 КСХИ (Кишинёв) | - 1955 Буревестник (Бендеры) - 1956 Спартак (Тирасполь) - 1957 КСХИ (Кишинёв) - 1958 Молдавкабель (Бендеры) - 1959 НИИСВИВ (Кишинёв) - 1960 Тирасполь (Тирасполь) - 1961 КСХИ (Кишинёв) - 1962 Университет (Кишинёв) - 1963 Темп (Тирасполь) - 1964 Темп (Тирасполь) | - 1965 Энергия (Тирасполь) - 1966 Стройиндустрия (Бельцы) - 1967 Ниструл (Бендеры) - 1968 Темп (Тирасполь) - 1969 Политехник (Кишинёв) - 1970 Политехник (Кишинёв) - 1971 Пищевик (Бендеры) - 1972 Колхоз имени Ленина (Единцы) - 1973 Пищевик (Бендеры) - 1974 Динамо (Кишинёв) | - 1975 Динамо (Кишинёв) - 1976 Строитель (Тирасполь) - 1977 Строитель (Тирасполь) - 1978 Днестр (Чобручи) - 1979 Днестр (Чобручи) - 1980 Днестр (Чобручи) - 1981 Грэничерул (Глодяны) - 1982 Грэничерул (Глодяны) - 1983 Грэничерул (Глодяны) - 1984 Грэничерул (Глодяны) | - 1985 Искра (Рыбница) - 1986 Авангард (Лазовск) - 1987 Текстильщик (Тирасполь) - 1988 Тигина (Бендеры) - 1989 Текстильщик (Тирасполь) - 1990 Молдавгидромаш (Кишинёв) - 1991 Сперанца (Ниспорены) |